# شراعوه
تقع جزيرة شراعوه على بعد 48 كيلو متراً شمال شرقي جزيرة الأسحاط، و يبلغ ارتفاعها ما يُقارب 11 متراً عن سطح البحر.